# John Henry Foley
John Henry Foley (Dublin, 24 mei 1818 - Hampstead, 27 augustus 1874) was een Iers beeldhouwer.

## Leven en werk
Foley werd geboren in Dublin als zoon van een glasblazer. Zijn stiefovergrootvader Benjamin Schrowder was als beeldhouwer onder andere betrokken bij de verfraaiing van Four Courts in Dublin. Hij had een grote invloed op Foley. Foley bezocht de Royal Dublin Society en vervolgde in 1835 zijn opleiding aan de Royal Academy of Arts in Londen. Vanaf 1839 exposeerde hij bij de academie. 
In 1844 schreef Prins Albert een wedstrijd uit en Foley was een van de drie beeldhouwers die werden uitgenodigd om werk te maken voor de nieuwbouw van de Houses of Parliament. Voor Foley betekende dit zijn doorbraak als beeldhouwer. Hij werd in 1849 associate en was vanaf 1858 lid van de Academy.  Hij had een eigen atelier in Londen, waar Charles Bell Birch een van zijn assistenten was.  
Foley maakte veel portretwerk, waaronder bustes en een aantal ruiterstandbeelden. Voor het Albert Memorial (1872) in het Londense Kensington Gardens maakte hij een beeld van prins Albert. Rond het monument werden diverse allegorische voorstellingen gerealiseerd met betrekking tot werelddelen en beroepsgroepen. Foley beeldde het werelddeel Azië uit. Tijdens het werk aan het beeld van Prins Albert, werd Foley ziek. Hij overleed voor het in 1875 werd geplaatst. Hij werd begraven in de St Paul's Cathedral.
In 1921 ontstond de Ierse Vrijstaat. Meerdere standbeelden van Foley in Galway en Dublin werden daarop ontmanteld of vernield omdat de afgebeelde personen geen voorstanders waren geweest van de Ierse onafhankelijkheid. 

## Galerij

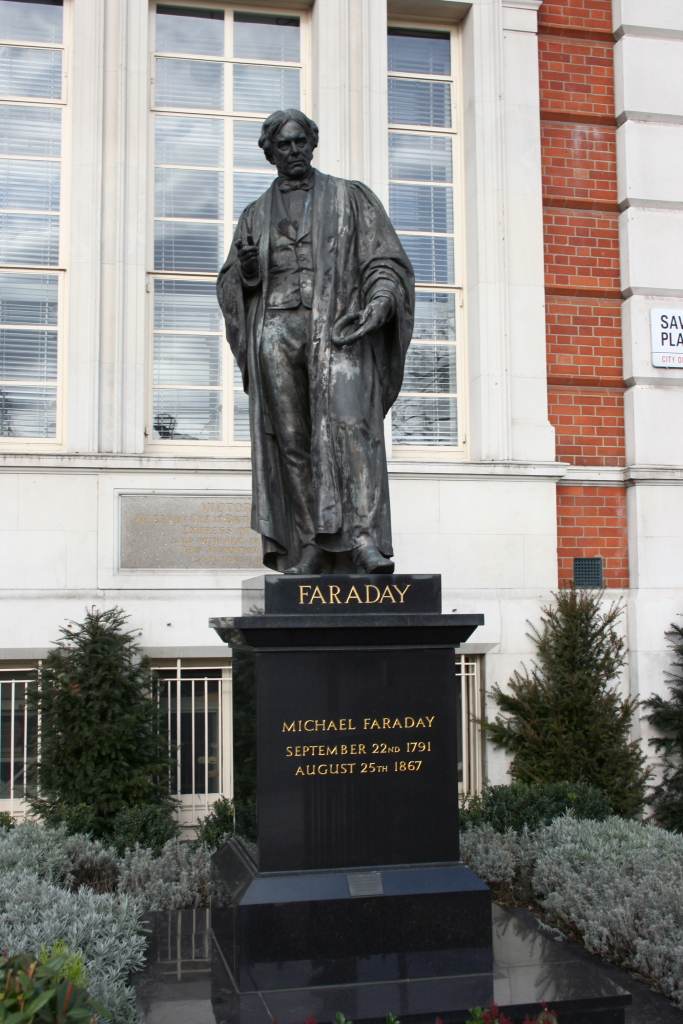
Michael Faraday, Londen
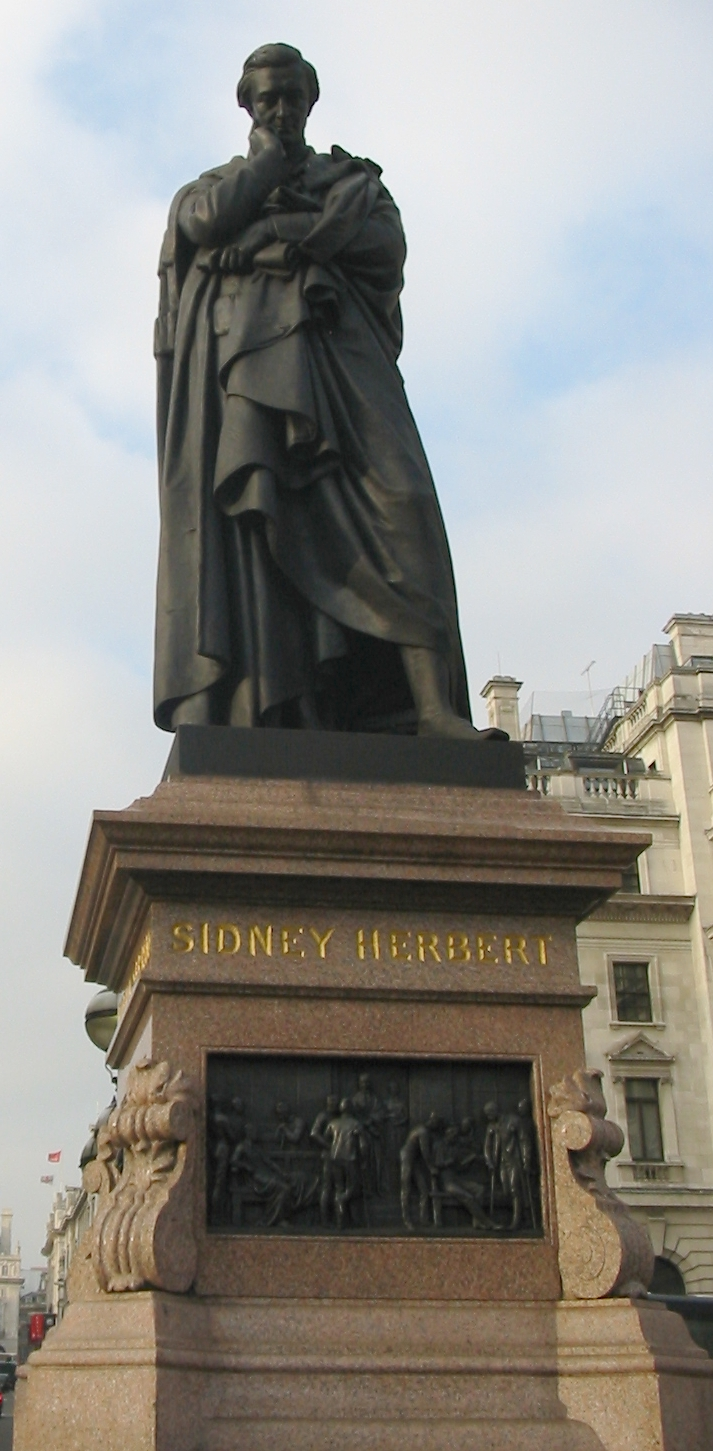
Sidney Herbert, Londen
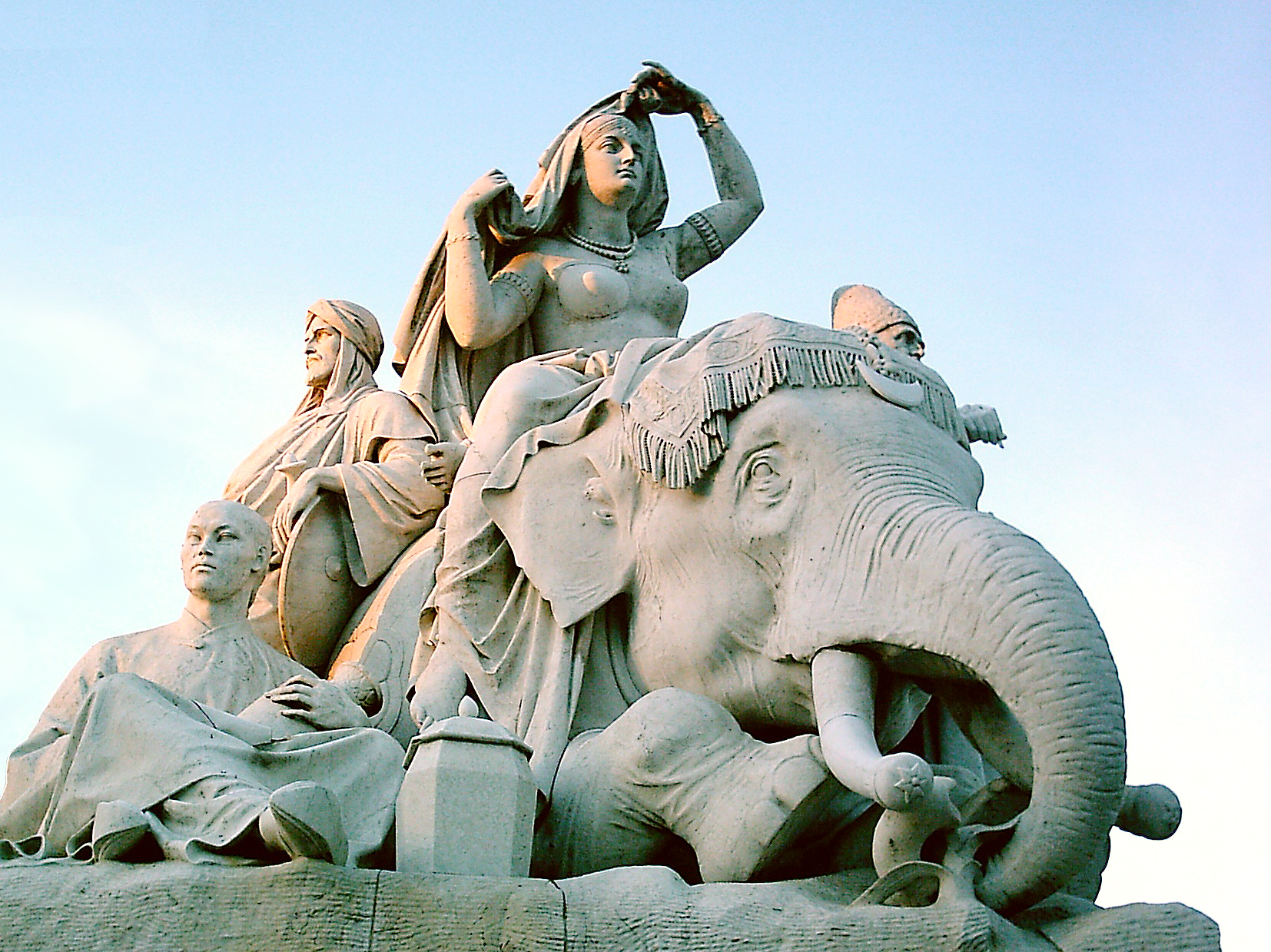
Azië (Albert Memorial), Londen

- Bibliothèque nationale de France: cb14974002c (data)
- Gemeinsame Normdatei: 119421771
- International Standard Name Identifier: 0000 0001 2139 7340
- Library of Congress Control Number: n00030920
- RKD-Nederlands Instituut voor Kunstgeschiedenis: 424220
- SNAC: w6gx4x3h
- Union List of Artist Names: 500248701
- Virtual International Authority File: 74125725
- WorldCat: E39PBJm9cwvqXd3mVDQmTRTWDq